# François-Xavier Bondallaz
François-Xavier Bondallaz, né le 17 avril 1801 à Nuvilly (originaire du même lieu) et mort le 19 janvier 1870 à Fribourg, est une personnalité politique suisse.
Il est membre du Conseil national de fin 1854 à fin 1863 et du Conseil des États de fin 1866 à sa mort. Il est également membre du Conseil d'État du canton de Fribourg de 1840 à 1847, puis de fin 1855 à sa mort.

## Sources
- Georges Andrey, John Clerc, Jean-Pierre Dorand et Nicolas Gex, Le Conseil d’État fribourgeois : 1848-2011 : son histoire, son organisation, ses membres, Fribourg, Éditions La Sarine, 2012, 143 p. (ISBN 978-2-88355-153-4, lire en ligne), p. 37